# Saint-Pal-de-Senouire
Saint-Pal-de-Senouire è un comune francese di 110 abitanti situato nel dipartimento dell'Alta Loira della regione dell'Alvernia-Rodano-Alpi.

## Storia

### Simboli
Lo stemma utilizzato dal comune non segue le regole araldiche.
Vi sono raffigurati vari elementi che caratterizzano l'identità del villaggio:
- la banderuola del campanile, a forma di gallo, trafitta da un proiettile sparato da un soldato austriaco alla fine del XIX secolo;
- il ponte che attraversa il Senouire, fiume rappresentato da una fascia ondulata d'oro che richiama la sua etimologia latina sinus aureus;
- due fiori di narciso su un campo verde ricordano i prati che circondano il paese;
- una trota, pesce presente in abbondanza nel Senouire.

## Società

### Evoluzione demografica
Abitanti censiti